# Termes (Lozère)
Termes is een gemeente in het Franse departement Lozère (regio Occitanie) en telt 202 inwoners (1999). De plaats maakt deel uit van het arrondissement Mende.

## Geografie
De oppervlakte van Termes bedraagt 17,2 km², de bevolkingsdichtheid is 11,7 inwoners per km².
De onderstaande kaart toont de ligging van Termes (Lozère) met de belangrijkste infrastructuur en aangrenzende gemeenten.

## Demografie
Onderstaande figuur toont het verloop van het inwonertal (bron: INSEE-tellingen).

1. ↑  Populations de référence 2022.